# Mursteg (Murau)

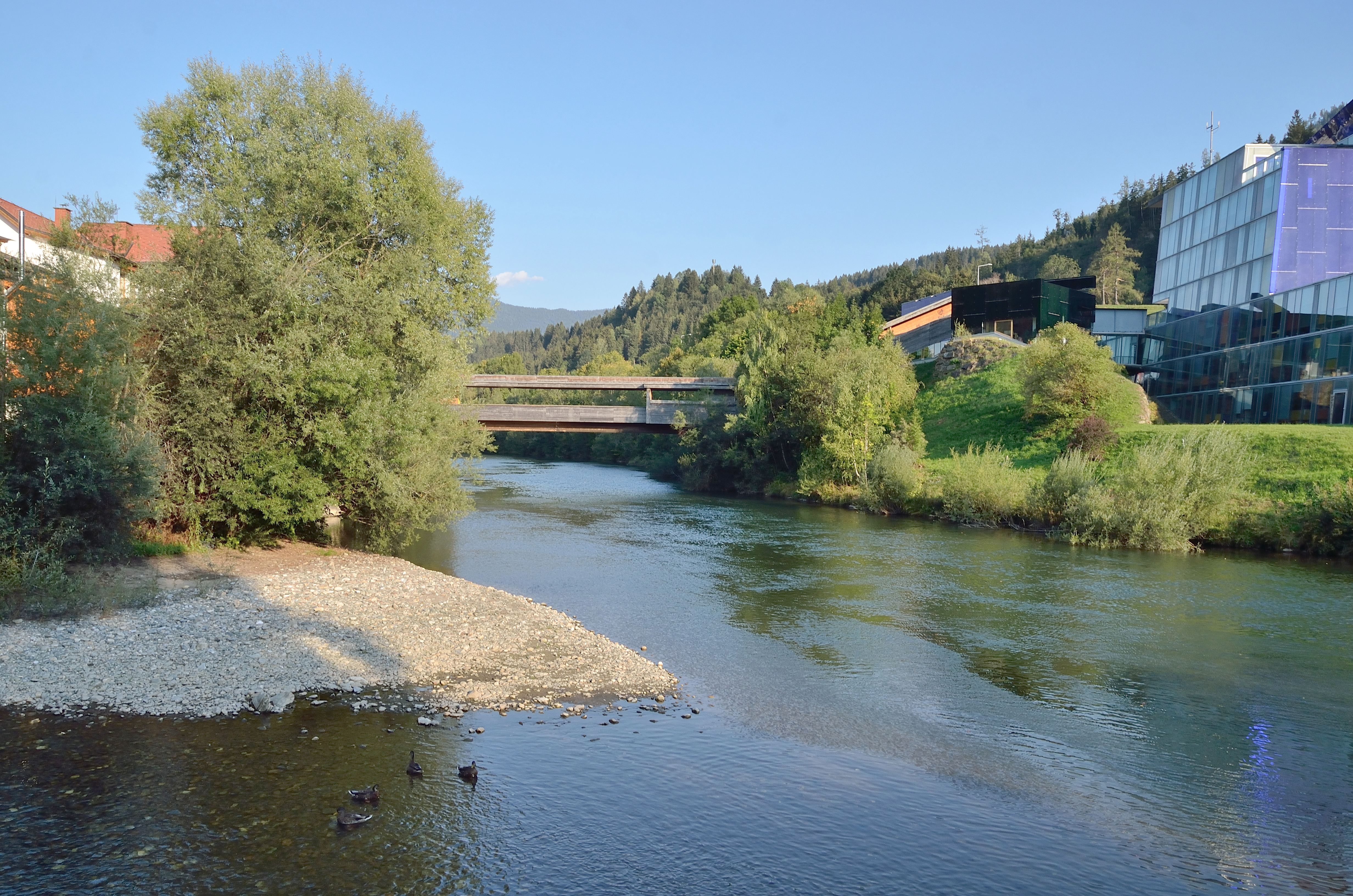
Flussansicht

Der Mursteg in Murau ist eine überdachte hölzerne Fußgängerbrücke über die Mur. Sie wurde 1995 nach Plänen der Zürcher Architekten Meili Peter Architekten mit Astrid Staufer und den Bündner Bauingenieuren Branger & Conzett errichtet.

## Geschichte

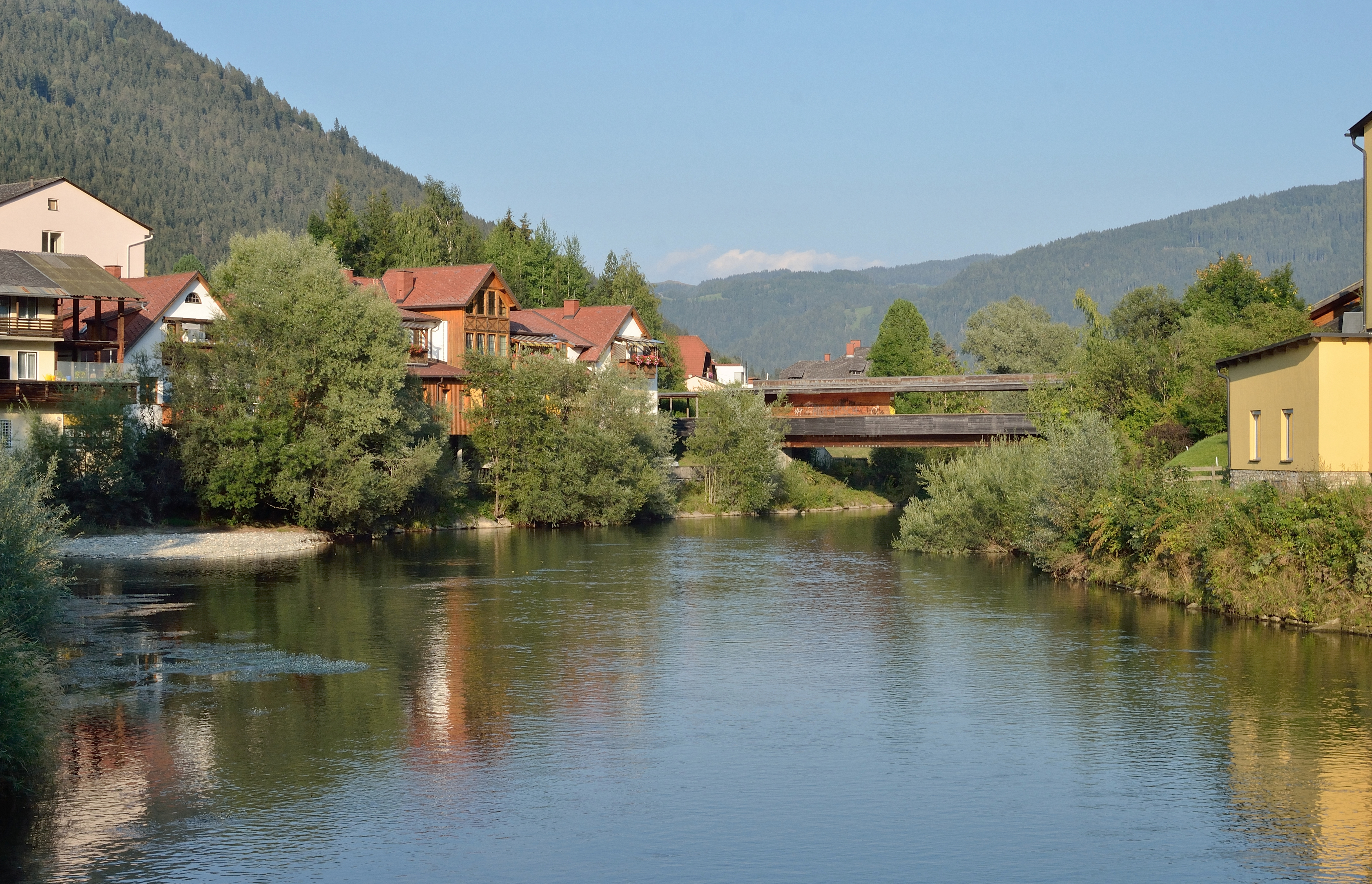
Flussansicht

1993 wurde ein Wettbewerb unter fünf Teilnehmern aus Österreich, Deutschland und der Schweiz ausgeschrieben. Die hölzerne Brücke in der Steiermark wurde zwischen 1993 und 1995 erbaut. Die Brücke verbindet den Bahnhof mit den östlichen Stadtquartieren.
Fotografisch wurde das Brückenwerk von der österreichischen Architekturfotografin Margherita Spiluttini und Heinrich Helfenstein dokumentiert.

## Architektur
Die Holzbrücke wurde für die Landesausstellung 1995 „Holzzeit“ der Stadt Murau zur Verbindung des Bahnhofs mit den östlichen Stadtquartieren, errichtet. Es wurden ein Wettbewerb unter fünf Teilnehmer-Teams aus Österreich, Deutschland und der Schweiz ausgeschrieben. Das Zürcher Architekturbüro Meili Peter zusammen mit dem Churer Bauingenieur Jürg Conzett und der Vorarlberger Holzleimbaufirma Anton Kaufmann gewannen den 1. Preis. Architektonisch bezieht sich der räumliche und abwechslungsreiche Weg über den Fluss auf die beiden verschieden hohen Ufer. Die beiden Zugänge mit ihren unterschiedlichen Höhenniveaus, die auf die Brücke führen, treffen sich im großen „Fensterraum“ über dem Fluss, wo die Aussicht auf Stadt und das Schloss Murau gerichtet ist. Konstruktiv wurden Schubverbindungen aus Stahlprofilrohrdübeln entwickelt, die zwischen Obergurt, den beiden großen Schubscheiben und dem Untergurt die Kräfte übertragen, ihre Widerstandskraft dennoch beibehalten.

## Auszeichnung
- 1996: Shortlisted Mies van der Rohe Award für Marcel Meili, Markus Peter, Astrid Staufer und Jürg Conzett[3]